# Aristolochia odoratissima

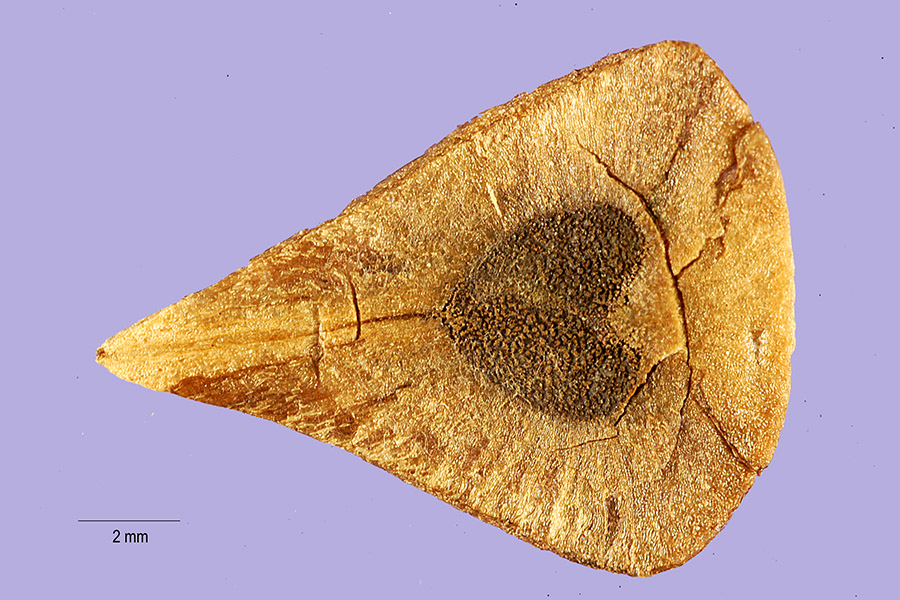
Semilla

Aristolochia odoratissima es una especie de planta herbácea perteneciente a la familia Aristolochiaceae. 

## Características
Son lianas, glabras. Hojas triangulares y subhastadas, frecuentemente estrechadas en la mitad, de 7–14 cm de largo y 4–8 cm de ancho, ápice agudo a acuminado, base cordada con seno de 10–20 mm de profundidad, con 3 nervios principales divergentes desde la base, glabras; pseudoestípulas abrazadoras generalmente presentes. Flores axilares, solitarias, moradas y amarillas; utrículo ovoide, 1.5–2.5 cm de largo y 0.5–1 cm de ancho, tubo en ángulo recto con respecto al utrículo, 0.5–1 cm de largo, limbo peltado, unilabiado, expandiéndose abruptamente desde el tubo, 5–10 cm de largo y 3–5 cm de ancho, acuminado. Cápsula cilíndrica, encorvada, 7–10 cm de largo y 1 cm de ancho, hipanto doblado agudamente formando un rostro; semillas triangulares, no aladas.

## Distribución y hábitat
Se encuentra en los bosques secundarios húmedos, a una altitud de 350 m; fl oct; ampliamente distribuida en Centroamérica. Esta especie tiene hojas de forma variable, aunque generalmente se reconoce por tener las hojas estrechadas en la mitad. Está relacionada con Aristolochia elegans.

## Taxonomía
Aristolochia odoratissima fue descrita por Carlos Linneo   y publicado en Species Plantarum, Editio Secunda 2: 1362. 1763.
Etimología
Aristolochia: nombre genérico que deriva de las palabras griegas aristos ( άριστος ) = "que es útil" y locheia ( λοχεία ) = "nacimiento", por su antiguo uso como ayuda en los partos.  Sin embargo, según Cicerón, la planta lleva el nombre de un tal "Aristolochos", que a partir de un sueño, había aprendido a utilizarla como un antídoto para las mordeduras de serpiente.

La aristoloquia se llamó ansí por parecer que a las mujeres socorría en el parto........La redonda tiene virtud contra todas las otras ponzoñas; mas la luenga resiste el daño de las serpientes y de cualquier veneno mortífero si se bebe una dracma della con vino y se aplica también por de fuera. Bebida con pimienta y con mirra expele el menstruo, las pares y la criatura del vientre; y lo mismo hace metida en la natura de la mujer. Pedacio Dioscórides Anazarbeo, acerca de la Materia Medicinal y de los venenos mortíferos. Andrés Laguna. 1566, Salamanca.

odoratissima:, epíteto latino que significa "muy olorosa".
Sinonimia
- Aristolochia aurantiaca Duch.
- Aristolochia glaziovii Mast.
- Aristolochia hassleriana var. guaranitica Chodat
- Aristolochia macropoda Duch.
- Aristolochia martiniana Standl.
- Aristolochia moschata Wedd. ex Duch.
- Aristolochia odorata Aikman
- Aristolochia ottonis Klotzsch ex Duch.
- Aristolochia pandurata Jacq.
- Aristolochia pandurata var. warscewiczii Duch.
- Aristolochia panduriformis Willd.
- Aristolochia picta H.Karst.
- Aristolochia rimbachii O.C.Schmidt
- Aristolochia scandens P. Browne
- Howardia pandurata (Jacq.) Klotzsch
- Howardia warscewiczii Klotzsch ex Duch.
- Howardia warszewiczii Klotzsch ex Duch.[6]